# دانباي (نيويورك)
دانباي (بالإنجليزية: Danby, New York)‏ هي بلدة أمريكية تقع في الولايات المتحدة في مقاطعة تومبكينز. يقدر عدد سكانها بـ 3,329 نسمة ومساحتها 139.2 كم2 وترتفع عن سطح البحر 467 متر.

## أعلام
- ديوك يورك
- مارتن لوثر سميث